# Ісаєвка (Зубово-Полянський район)
Іса́євка (рос. Исаевка, ерз. Исаевка) — присілок у складі Зубово-Полянського району Мордовії, Росія. Входить до складу Уголківського сільського поселення.
Населення — 117 осіб (2010; 124 у 2002).
Національний склад станом на 2002 рік:
- мокшани — 97 %